# Her Father's Keeper
Her Father's Keeper er en amerikansk stumfilm fra 1917 af Arthur Rosson og Richard Rosson.

## Medvirkende
- Irene Howley som Claire Masters
- Jack Devereaux som Ralph Burnham
- Frank Currier som William Masters
- John Raymond
- John Hanneford